# 요석공주
요석공주(瑤石公主)는 태종무열왕(太宗武烈王)과 보희부인(寶姬夫人)의 딸로 김흠운(金歆運)과 원효(元曉)의 아내이자 설총(薛聰)의 어머니이다.

## 생애
삼국사기와 화랑세기에서는 원효와 만나기 전에 김흠운(金歆運)에게 시집 갔으나 김흠운이 655년 백제의 조천성(助川城, 현재의 옥천)을 공략하다 전사하여 일찍 과부가 되었으며 소생으로 두 딸이 있었다고 한다. 그 중 둘째 딸이 자신의 누이이자 신라 30대 국왕인 김법민(金法敏)의 큰 아들인 소명태자와 혼인하였으나 소명태자가 일찍 사망하여 시동생인 정명태자(政明太子)와 재혼하였으며 그 후 정명태자는 훗날 31대 국왕인 신문왕이며 그녀는 신문왕의 비인 신목왕후(神穆王后)이다.

## 설화
원효는 40세 전후에 요석공주를 만났다. 정확한 시기를 알 수는 없으나 '태종이 원효가 길거리에서 부르는 노래를 들었다'는 사실에 의해 요석공주의 남편 김흠운이 전사한 이후 태종무열왕의 집권기인 655년에서 660년 사이에 있었던 일로 추측된다. 스님이 어느 날 갑자기 거리에서 '누가 자루없는 도끼를 내게 빌려 주겠는가? 내가 하늘 떠받칠 기둥을 깎으리.'라는 노래를 불렀다. 이때 태종이 이 노래를 듣고 "이 스님은 필경 귀부인을 얻어서 귀한 아들을 낳고자 하는구나. 나라에 큰 현인이 있으면 이보다 더 좋은 일이 없을 것이다."라고 말했다. 이때 요석궁에 과부 공주가 있었는데 왕이 궁리에게 명하여 원효를 찾아 데려가라 했다. 원효는 궁리를 보자마자 일부러 물에 빠져서 옷을 적셨다. 궁리가 원효를 궁에 데리고 가 옷을 말리고 그 곳에 쉬게 했다. 그 후에 공주가 태기가 있더니 설총을 낳았다.

## 가계도

### 선대
- 조부 : 김용춘(金龍春)
- 조모 : 천명공주(天明公主)
  - 아버지 : 태종무열왕(太宗武烈王) - 신라 제29대 국왕
- 외조부 : 김서현(金舒玄)
- 외조모 : 만명공주(萬明公主)
  - 어머니 : 보희부인(寶姬夫人) 
    - 남매 : 김개지문(金皆知文)
    - 남매 : 김지원(金知元)

### 남편과 후손
- 남편 : 김흠운(金歆運, ? ~ 655년) - 소판(蘇判) 김달복(金達福)의 아들. 백제와 전투에서 전사하였다.
  - 딸: 신목왕후 김씨-신문왕의 왕비
- 남편 : 원효(元曉, 617년 ~ 686년) - 신라의 고승, 설담날의 아들이며 설원랑의 증손이다.
  - 아들 : 설총(薛聰, 658년? ~ ?) - 신라의 문장가.

## 요석공주가 등장하는 작품
- 《원효대사》 (KBS, 1986년, 배우: 유지인)
- 《삼국기》 (KBS, 1992년 ~ 1993년, 배우: 박주미)
- 뮤지컬 원효